# Le Grand Macabre
Le Grand Macabre ist eine Oper in zwei Akten von György Ligeti. Das Libretto schrieben Michael Meschke und György Ligeti nach La balade du Grand Macabre von Michel de Ghelderode. Die Uraufführung fand am 12. April 1978 in der Königlichen Oper in Stockholm statt.
Das Stück, in dem der Tod in einem imaginären Breughelland das Ende der Welt zu verkünden versucht, ist voller Zitate, derber Szenen, alberner Witze. Sprechtexte, extreme Koloraturarien, Slapstick, rhythmisch extrem komplizierte Ensembles und kabarettartige Szenen sind eine Herausforderung für die Darsteller. Das große Orchester ist um viel Schlagwerk (Autohupen, Türklingeln etc.) und Tasteninstrumente erweitert. Der komplexe Klang wechselt zwischen Reihenstrukturen, Clusterbildungen und Klangflächen ähnlich denen in Ligetis Atmosphères, zitathaften Phrasen, rhythmisiertem, die Sprechmelodie nachzeichnenden Gesang und gestenreicher, comicartiger Filmmusik.
Ligeti stellte jedoch fest, dass er „hinsichtlich der realen (und oft enttäuschend groben) Bedingungen des Opernbetriebes ziemlich naiv gewesen“  sei. So überarbeitete er seine Oper und brachte 1996 eine nun allein gültige Fassung zur Uraufführung.

## Handlung

### Erster Akt

#### Erstes Bild
Während das Liebespaar Amanda und Amando im Breughelland nach einem ungestörten Ort sucht und Piet vom Fass betrunken über die Bühne torkelt, taucht der Höllenfürst Nekrotzar aus einem Grab auf und verkündet die baldige Vernichtung der Welt. Piet wird sein Sklave und muss ihn als Reittier davontragen; Amanda und Amando nehmen sich vor, den angedrohten Weltuntergang einfach zu ignorieren, und machen das leere Grab zu ihrem Liebesnest.

#### Zweites Bild
In seinem Haus wird der Hofastrologe Astradamors von seiner sadistischen Frau Mescalina mit der Peitsche erst zum Sex gezwungen und dann zu seinem Fernrohr gejagt. Er sieht einen Kometen, der um Mitternacht die Erde treffen und vernichten wird. Mescalina schläft ein und bittet Venus im Traum um einen brauchbaren Mann; da erscheinen Nekrotzar und Piet vom Fass. Nekrotzar bestätigt Astradamors Vorhersage, macht sich über dessen Frau her und tötet sie schließlich durch einen Biss in den Hals. Astradamors ist froh, nun endlich Herr im eigenen Hause zu sein. Nekrotzar und Piet brechen zum Fürstenhof auf.

### Zweiter Akt

#### Erstes Bild
Fürst Gogo wird von seinen zerstrittenen Ministern wie ein Baby geschaukelt. Sie verlangen enorme Steuererhöhungen und drohen mit Rücktritt. Die Geheimpolizei-Chefin Gepopo berichtet von einem Volksauflauf wegen eines nahenden Kometen, der ein Grand Macabre auslösen werde. Nekrotzar tritt auf und beschwört das Jüngste Gericht in apokalyptischen Bildern. Zusammen mit Astradamors und Piet trinkt er Unmengen von Wein, der für ihn das Blut aller seiner Menschenopfer symbolisiert. Mit Blitz und Donner schlägt der Komet ein – aber Nekrotzar ist zu betrunken, um den Untergang der Welt zu vollziehen.

#### Zweites Bild
Piet vom Fass und Astradamors glauben sich tot und dem Himmel zuschwebend, müssen aber erkennen, dass sie immer noch Durst haben, also immer noch leben. Auch Fürst Gogo wacht verkatert auf. Nekrotzar ist enttäuscht, die Welt nicht vernichtet zu haben und lässt sich von Gogo wieder zu seinem Grab führen, aus dem Mescalina herausspringt und in Nekrotzar ihren ersten Mann erkennt. Die Sonne geht auf, Nekrotzar verschwindet. Aus dem Grab steigen, von der Liebe zerzaust, Amanda und Amando, die von der nahen Katastrophe nichts mitbekommen haben.
Im Schlusschor versammeln sich alle Protagonisten noch einmal auf der Bühne, wenden sich ans Publikum und intonieren ein optimistisches „Fürchtet euch nicht!“

## Mysteries of the Macabre
Drei Arien für Koloratursopran aus der Oper wurden 1992 für den Konzertbetrieb unter dem Titel Mysteries of the Macabre herausgegeben. Das Arrangement für Kammerorchester stammte von Elgar Howarth, der 1978 die Uraufführung einstudiert hatte. Es gibt eine alternative Fassung für Trompete und Orchester sowie eine Klavierfassung.